# Повилюс, Антон Матеушевич
Антон Матеушевич Повилюс (лит. Antanas Povylius, 14 августа 1871 — 11 сентября 1961) — крестьянин, социал-демократ, распространитель запрещённой литературы на литовском языке, депутат Государственной думы II созыва от Ковенской губернии, публицист,  литовский общественный и политический деятель, кооператор.

## Биография
Литовец по национальности, католик по вероисповеданию. Происходил из крестьян деревни Жораны Радзивилишской волости Шавельского уезда Ковенской губернии. 
В период с 1881 по 1891 годы учился в Радзивилишской начальной школе и в Шавельской гимназии. С 1892 по 1895 год служил учителем детей у местных помещиков. Начиная с 1895 года, кладовщик, слуга, бухгалтер в поместьях Виленского края. С 1897 года начал распространять социал-демократическую литературу на литовском языке. В 1902 году он приступил к работе в поместьях на территории Ковенской губернии, принадлежавших В. Н. Зубову. С 1 мая 1902 года он стал членом шавельского отделения Литовской социал-демократической партии. 18-20 января 1905 года он был одним из организаторов забастовки рабочих в Шавлях. В октябре 1905 занимался антиправительственной агитацией среди ковенских крестьян, агитировал их за изгнание полицейских и других государственных служащих. 4-5 декабря 1905 года участвовал в работе Великого Вильнюсского сейма. 10 марта 1906 арестован, привлечён к следствию Ковенским губернским жандармским управлением; провёл в заключении около месяца в Шавельской тюрьме. Занимался сельским хозяйством на собственной земле площадью 10 десятин.

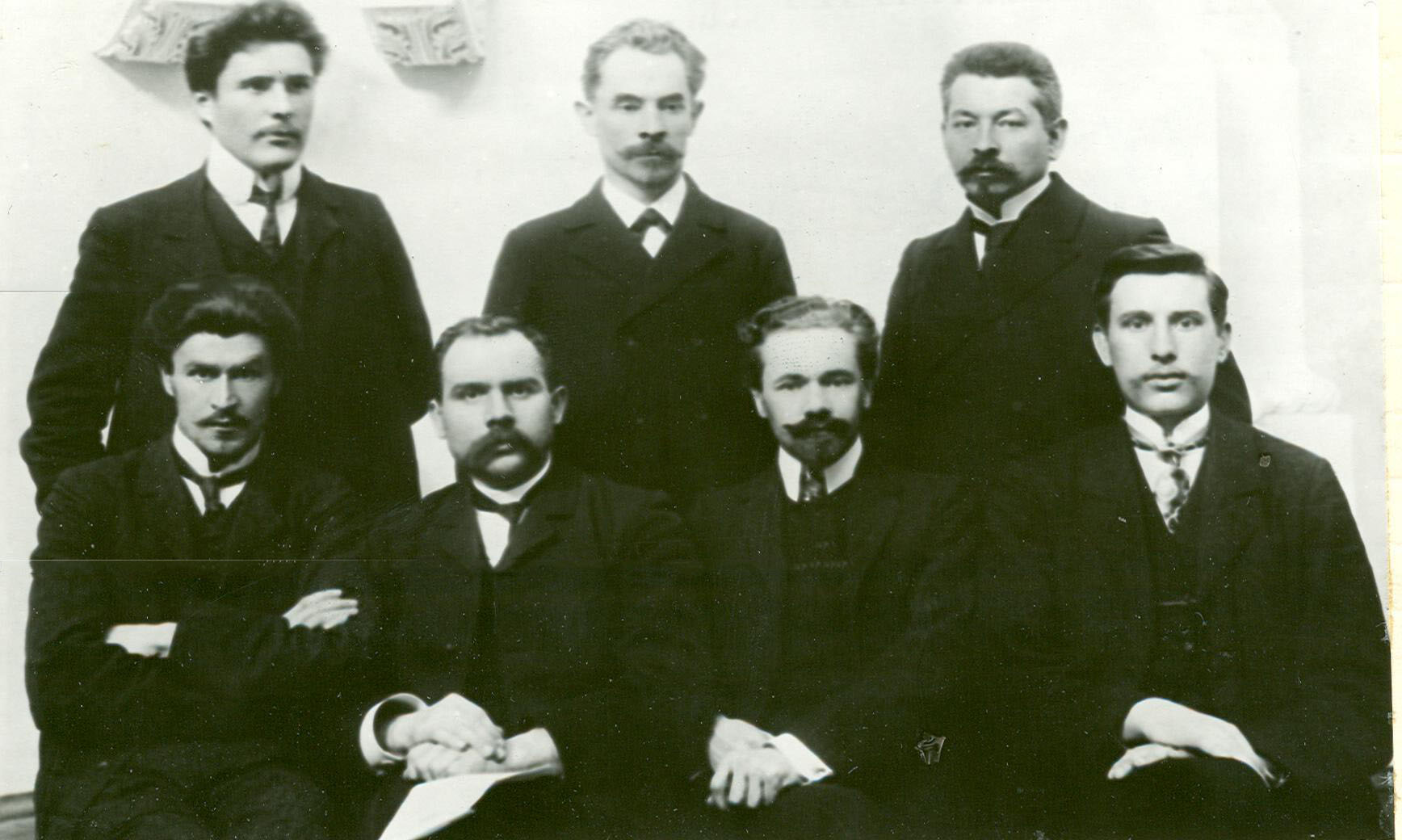
Депутаты Государственной думы II созыва, литовцы, 1907.

6 февраля 1907 года избран в Государственную думу II созыва от общего состава выборщиков Ковенского губернского избирательного собрания. Входил в Социал-демократическую фракцию Был близок к меньшевистскому крылу Социал-демократической фракции и в Западных окраин группу. Состоял в комиссии о свободе совести и аграрной комиссии. Поставил свою подпись под заявлением 5 членов Государственной Думы о поддержке теоретических взглядов и тактики Социал-демократической фракции после привлечения к уголовной ответственности 55 её членов. Участвовал в прениях по аграрному вопросу и о народном образовании. 25 апреля 1907 года судебный следователь Ковенского окружного суда привлёк Повилюса к дознанию по статье 129 Уголовного уложения за составление и распространение в Шавлях революционного воззвания к литовским рабочим и крестьянам.
После третьеиюньского переворота и роспуска II Государственной Думы неоднократно был подвергнут уголовным и административным преследованиям. 2 ноября 1908 года находился под следствием, вторично арестован — подозревался в соучастии в ограблении конторы нотариуса Любимова, однако 16 ноября 1908 года освобожден. 14 марта 1909 года это дело прекращено из-за недостаточности улик, но за три дня до этого, 11 марта 1909 приговорён к 1 году тюремного заключения решением Виленской судебной палаты за распространение нелегальной литературы. С 7 января 1910 года отбывал срок в Ковенской тюрьме. В 1911 году снова арестован. Позднее охладел к революционному движению и отошёл от него.
В 1917 году участвовал в формировании муниципалитетов и создавал кооперативы Виленском крае, работал в кооперации, занимался сельским хозяйством.
В 1918 году — член Шяуляйского уездного совета. С 24 мая 1921 года по 13 ноября 1922 года — член Учредительного Сейма Литвы вместо отказавшегося от мандата Владаса Сиратавичуса. Баллотировался в Сейм I созыва, но избран не был.
Работал в каунасской федерации сельскохозяйственных кооперативов Lietūkis, с 1933 года член её правления. С 1927 года был членом кооперативного общества Pienocentras, с 1938 года — член совета директоров.
После прихода советской власти в Литву в 1940 работал в колхозе.

## Награды
- 1937 — Орден Великого князя Литовского Гядиминаса 3 класса.

### Архивы
- Российский государственный исторический архив. Фонд 1278. Опись 1 (2-й созыв). Дело 339; Дело 536. Лист 5.